# Acalypha martiana
Acalypha martiana är en törelväxtart som beskrevs av Johannes Müller Argoviensis. Acalypha martiana ingår i släktet akalyfor, och familjen törelväxter. Inga underarter finns listade i Catalogue of Life.